# 中山昇 (俳優)
中山 昇（なかやま のぼる）は、日本の俳優。フリーで活動している。ミュージカル作品に出演することが多い。歌唱指導を務めることもある。これからの出演予定作は「北斗の拳」。

## 人物
- 男。福岡県出身。血液型はO型。身長：178cm、体重：65kg。
- 福岡県立嘉穂高等学校、大阪外国語大学（現大阪大学）外国語学部卒業。
- 特技：料理
- 趣味：散歩など

## 略歴
- 文学座付属演劇研究所 本科 第36期 修了
- 演劇研究室『座』第6期修了

## 出演作品
- ミュージカル『この世界の片隅に』（2024年5月9日 - 7月、日生劇場 ほか）[1]
- ミュージカル『フィスト・オブ・ノーススター～北斗の拳～』（2022年9月 - 10月、Bunkamuraオーチャードホール ほか）- リハク ほか 役[2]
- ミュージカル『フィスト・オブ・ノーススター～北斗の拳～』（2021年12月 - 2022年1月、日生劇場 ほか）- リハク ほか 役[3]
- Musical「HOPE」（2021年10月 本多劇場）ディーラー役[4]
- 「ピーター・パン」(2021年目黒パーシモンホールなど)ビル・ジュークス役
- マリー・アントワネット　再演（2021年シアターオーブなど）ロアン大司教役
- Wiching Banquet LIVE vol.42『I love it! ４』（2020年11月恵比寿・天窓）
- KID VICTORY（2019年12月 上野ストアハウス）マイケル役
- 笑う男（2019年 日生劇場など）ドクターコンクエスト役
- マリー・アントワネット（帝国劇場など）ロアン大司教役
- リトル・ナイト・ミュージック（日生劇場など）
- ナイン・テイルズ（穂の国とよはし芸術劇場）
- パレード（日生劇場など）
- ビッグ・フィッシュ（日生劇場）
- 貴婦人の訪問（再演・シアタークリエなど）ヨハネス役
- マイ・フェア・レディ（2016年7月-8月 東京芸術劇場プレイハウスなど）
- スウィーニー・トッド（2016年4月-5月 東京芸術劇場プレイハウスなど）
- Witching Banquet LIVE vol.35『I love it! 3』（2016年2月-3月 恵比寿・天窓、大阪・ミノヤホール）
- フロッグとトード〜がま君とかえる君の春夏秋冬〜（2015年11月-12月 再々々々演 KAAT 他、関東ツアー公演）
- 貴婦人の訪問（（2015年7月〜9月 シアタークリエほか）-　ヨハネス役
- シャーロックホームズ 2 〜ブラッディ・ゲーム〜 （2015年4月 - 5月 東京芸術劇場プレイハウスなど）
- クリエンターレ（2015年1月 シアタークリエ）
- familia〜4月25日誕生の日〜 （2014年11月 - 12月 東京芸術劇場プレイハウスなど） - ミゲル役
- レディ・ベス（2014年4月 - 9月 帝国劇場など） - トマス・ワイアット役
- 詠み芝居 やぶにらみ龍之介ばなし（2014年1月 - 2月 シアターサンモール） - 語り
- モンテ・クリスト伯（2013年12月 - 1月 日生劇場など）
- ロミオ&ジュリエット（2013年9月 - 10月 シアターオーブ・梅田芸術劇場） - ヴェローナ大公役
- スウィーニー・トッド（2013年5月 - 6月 青山劇場など）
- Witching Banquet LIVE vol.30『I love it! 2』（恵比寿・天窓、大阪・バンケットハウス）
- シラノ（2013年1月 日生劇場、2月新歌舞伎座） - ド・ヴァルヴェール役
- エリザベート（2012年5月 - 9月 帝国劇場など） - 大司教役
- クリエミュージカルコンサート『M.クンツェ&S.リーヴァイの世界〜2nd season〜』（2012年2月・3月 シアタークリエなど）
- ボニー&クライド（2012年1月 青山劇場、新歌舞伎座） - ヘンリー役
- ロミオ&ジュリエット（2011年9月 - 10月 赤坂ACTシアター・梅田芸術劇場） - ヴェローナ大公役
- 朗読LIVE『新美南吉 童話集』（2011年9月 南青山MANDALA）
- MITSUKO〜愛は国境を越えて〜（2011年5月 - 6月 青山劇場・中日劇場・梅田芸術劇場） - フンボルト役
- アンナ・カレーニナ（再演 2010年12月 - 2011年3月 シアタークリエ・梅田芸術劇場・シアター・ドラマシティ　他、新潟・兵庫・名古屋） - コルスンスキー役、フェオドール役
- エリザベート（2010年8月 - 10月 帝国劇場） - 大司教役
- クリエミュージカルコンサート『M.クンツェ&S.リーヴァイの世界』（2010年6月 シアタークリエ）
- 詠み芝居『高野聖』（再演 2010年6月 あうるすぽっと、他、金沢・京都・徳島・広島） - 主役・若僧役
- FRANK & FRIENDS / MITSUKO（2010年3月 オーチャードホール・梅田芸術劇場）
- 詠み芝居『おたふく』（2010年2月 東京芸術劇場） - 貞二郎役
- パイレート・クィーン（2009年11月 - 2010年1月 帝国劇場・梅田芸術劇場） - オフラハティ族長役
- フロッグとトード〜がま君とかえる君の春夏秋冬〜（再演 2009年7月 - 9月 サンシャイン劇場 他、全国ツアー公演）
- シラノ（2009年5月 - 6月 日生劇場・梅田芸術劇場・広島厚生年金会館） - ド・ヴァルヴェール役
- 韓国現代戯曲ドラマリーディングVol.4 詩劇『凶家』（2009年3月 シアタートラム） - 露積役
- エリザベート（2008年8月 - 2009年1月 中日劇場・博多座・帝国劇場・梅田芸術劇場） - エルマー役
- ルドルフ 〜ザ・ラスト・キス〜（2008年5月6日 - 6月1日 帝国劇場） - アンドラーシ役
- モーツァルト!（再演 2007年11月 - 12月 帝国劇場）
- フロッグとトード〜がま君とかえる君の春夏秋冬〜（再演 2007年 博品館劇場 他、全国ツアー公演）
- マリー・アントワネット（2006年11月 - 2007年5月 帝国劇場・博多座・梅田芸術劇場） - 検察官役
- ダンス・オブ・ヴァンパイア（2006年7月 - 8月 帝国劇場）
- フロッグとトード〜がま君とかえる君の春夏秋冬〜（2006年 俳優座劇場・博品館劇場）
- アンナ・カレーニナ（ミュージカル 2006年2月 - 4月 ル テアトル銀座・梅田芸術劇場シアター・ドラマシティ 他、新潟・仙台・広島・福岡・松本・名古屋） - コルスンスキー役、フェオドール役

### その他の主な作品
- レ・ミゼラブル
- 阿国
- 雨月物語
- 少年探偵団
- 賢治アラベスク
- 明るい郊外の店
- 伊藤キム┼輝く未来“やりにげ”
- ハローキティとオズの魔法の国（かかし役）
- 不思議の国のハローキティ

など。歌唱指導として作品に関わることもある。